# هاني الضاحي
هاني الضاحي (بالإنجليزية: Hani Al-Dhahi)‏؛ مواليد 1 ديسمبر 1985 في ، السعودية، هو لاعب كرة قدم سعودي يلعب حالياً في نادي الثقبة.

## مسيرة اللاعب
لعب لأندية النهضة و الفيحاء و هجر و أبها و الترجي و مضر والهدى و الثقبة.